# كيني آتشيسون
كيني آتشيسون (بالإنجليزية: Kenny Acheson)‏ (و. 1957  م) هو سائق سيارة سباق بريطاني الجنسية، شارك في لو مان 24 ساعة.